# 2008年屈臣氏蒸餾水工潮
2008年屈臣氏蒸餾水工潮為香港社會上其中一次矚目的、由屈臣氏集團(香港)有限公司屈臣氏蒸餾水約200名司機及跟車工人發起的工潮，要求底薪連同佣金提高6%，於7月21日發起，於勞工處的協調下，經歷過兩次談判後，於7月22日結束。事件受到香港傳媒的廣泛追縱及報道。

## 事件

### 源起
屈臣氏蒸餾水工人代表指出，員工佣金由2003年起遭到變相調低，故此要求回復至當年的水平。他們指出，資方只是承諾會於同年年內檢討有關制度，卻沒有作出過任何具體承諾，是有欠缺誠意。屈臣氏蒸餾水方面則表示，資方有誠意繼續談判，並且會檢討和完善佣金機制，期望工人盡快恢復工作，又指出過去兩年員工的薪酬提高幅度達到3至5%。
員工表示，他們的工資追不上通貨膨脹，工人沈皓祺表示，佣金於12年來沒有提高過，還於2003年開始減低佣金，底薪至近幾年才有提高，惟提高薪酬幅度是100多港元，更有司機的薪酬提高幅度為20港元。沈皓祺稱，以司機的工資計算，每送出一支5加侖的蒸餾水就可以分得0.68港元；但是2003年起，逢送出第600支蒸餾水後，佣金則會減半，司機每月收入減少1,000多至2,000千港元，而跟車工人的收入則更少，月入為約1萬港元。另外工人駱瑞安說，屈臣氏蒸餾水於年初曾經表示會提高薪酬，惟會扣除佣金，而且扣除回程工資，實際上是變相減低薪酬。

### 經過
7月21日，屈臣氏蒸餾水運輸部約200名員工發起罷工行動，要求調高底薪和傭金，於同日下午，在勞工處的協調下，員工派出代表與資方四方會談，惟半小時後即告談判破裂。員工代表指責資方沒有誠意，只答應檢討機制，又無承諾會提高薪酬。

### 結果
7月22日6時許，員工繼續回到大埔廠房房外集會，在勞工處的協調下，資方亦有派員到場調解，勞資雙方其後於10時半重新開展談判，最後勞資雙方達成加幅薪酬協議，工潮結束，員工陸續恢復工作。屈臣氏蒸餾水董事總經理董國雄表示，勞資雙方對新方案表示滿意，包括將運輸部司機的佣金調高5%，跟車員工的佣金則調高6至7.94%。董國雄表示，資方沒有讓步，但是承認有改善和增加佣金。他又表示，公司一直都有完善的溝通機制，日後亦都會加強於員工溝通；又答應會改善工作安排措施，以解決部份工人工作過量的問題。他最後代表公司感謝員工體諒公司。工人代表則表示，他們會即時恢復工作，亦對資方的新方案表示滿意。其中部分工人即時恢復工作，其餘大部份工人則於7月23日早上恢復工作。
此外，屈臣氏蒸餾水管理層亦向受到影響的客戶致歉。

## 對外影響
屈臣氏蒸餾水工會估計，於7月21日，約有2至3萬桶蒸餾水未能夠運出去，當中最影響的為香港政府部門及商業機構。此外，不少飲食集團及酒店均受到影響。

## 各界反應
有學者擔心通貨膨脹高企下，容易激化勞資矛盾，工潮或者將會陸續有來。
勞工處呼籲勞資雙方需要互相體諒，對於今次工潮解決感到高興。